# Knooppunt Almere
Knooppunt Almere is een Nederlands verkeersknooppunt voor de aansluiting van de autosnelwegen A6 en A27, bij Almere. Dit knooppunt is geopend in 1999. Het is aangelegd in de vorm van een half turbineknooppunt.
Als kunstwerk voor de eenprocentregeling staan hier vijf olifanten van beeldend kunstenaar Tom Claassen.

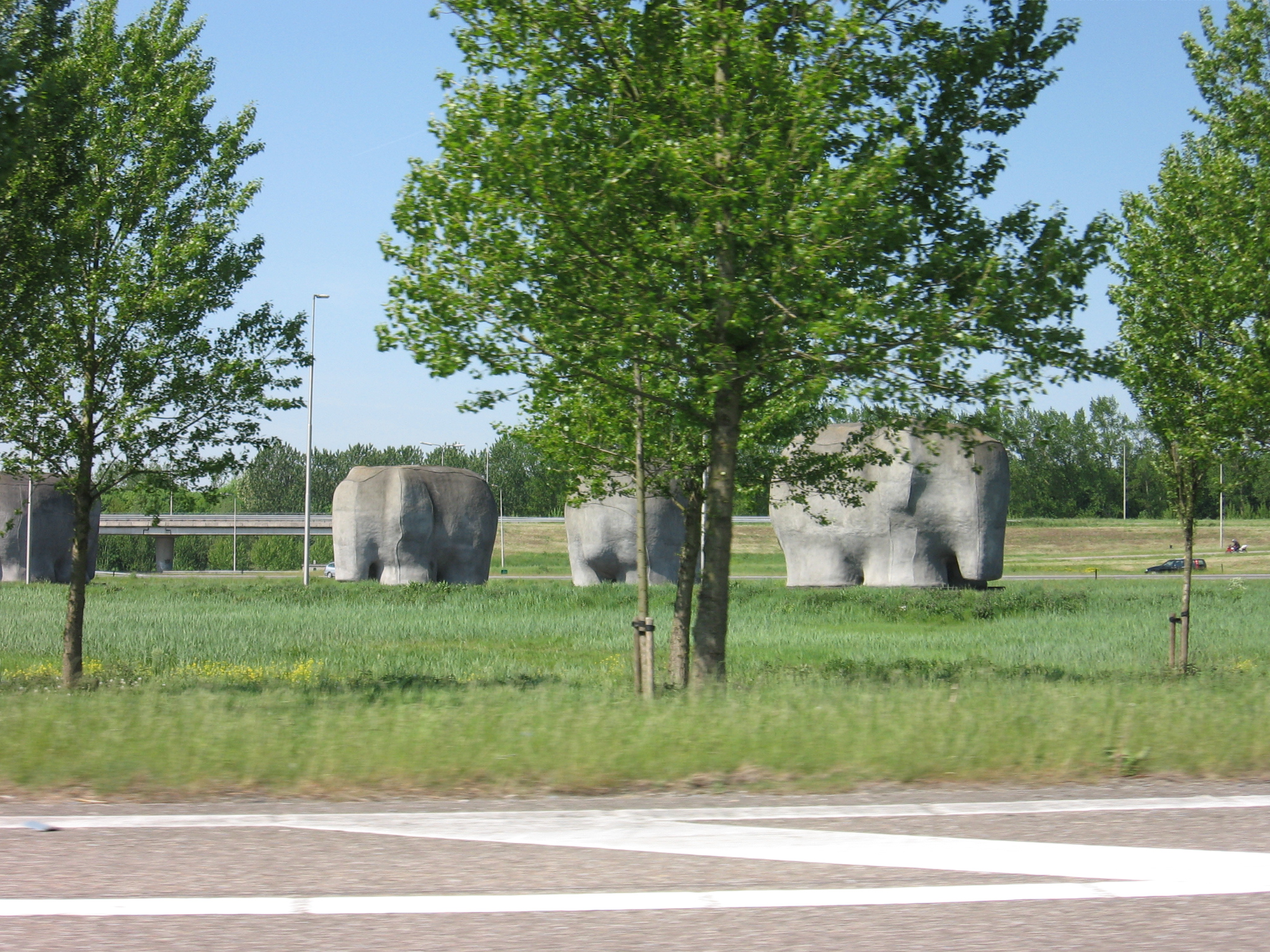
De olifanten bij het knooppunt

## Geschiedenis
In 1981 werd de A6 als autoweg geopend tussen de Kievitsweg en Lelystad, bijna 2 jaar later werd de autoweg geopend als autosnelweg met 2x2-rijstroken. In 1999 werd de A27 geopend tussen Almere Haven (Waterlandseweg) en de A6 waardoor knooppunt Almere ontstond. Bij de opening kreeg het gelijk de huidige vorm. In 2017 is het knooppunt aangepast omdat de A6 werd verbreed naar 4x2-rijstroken. Hierbij bleef de huidige vorm grotendeels behouden, alleen een aantal bogen werd aangepast en er werden parallelbanen in en om het knooppunt aangelegd.

## Richtingen knooppunt
| Aansluitende wegen                                 | Aansluitende wegen | Aansluitende wegen | Aansluitende wegen | Aansluitende wegen                               |
| -------------------------------------------------- | ------------------ | ------------------ | ------------------ | ------------------------------------------------ |
|                                                    |                    |                    |                    | richting Lelystad / Emmeloord / Joure            |
|                                                    |                    |                    |                    |                                                  |
|                                                    |                    |                    |                    |                                                  |
|                                                    |                    |                    |                    |                                                  |
| richting Almere Stad / Buiten / Haven / Muiderberg |                    |                    |                    | richting Hilversum / Utrecht / Gorinchem / Breda |

Almere · Amstel · Arnestein · Assen · Azelo · Badhoevedorp · Bankhoef · Batadorp · Beekbergen · Benelux · Beverwijk · Bodegraven ·  Boterdiep ·  Buren · Burgerveen · Coenplein · De Baars · De Hoek · De Hogt · De Nieuwe Meer · De Poel · De Punt · De Stok · Deil · Diemen · Drachten · Drie Klauwen · Eemnes · Ekkersweijer · Emmeloord · Empel · Euvelgunne · Everdingen · Ewijk · Galder · Gooimeer · Gorinchem · Gouwe · Grijsoord · Hattemerbroek · Heerenveen · Hellegatsplein · Het Vonderen · Hintham · Hoevelaken · Hofvliet · Holendrecht · Holsloot · Hoogeveen · Hooipolder · IJmuiden (niet officieel) · Joure · Julianaplein · Kerensheide · Kethelplein · Klaverpolder · Kleinpolderplein · Kooimeer · Kruisdonk · Kunderberg · Lankhorst · Leenderheide · Lunetten · Maanderbroek · Markiezaat · Muiderberg · Neerbosch · Noordhoek · Ommedijk · Oud-Dijk · Oudenrijn · Paalgraven · Princeville · Prins Clausplein · Raasdorp ·  Reitdiep ·  Ressen · Ridderkerk · Rijkevoort · Rijnsweerd · Rottepolderplein · Rozenburg · Sabina · Sint-Annabosch · Stelleplas · Slufter · Ten Esschen · Terbregseplein · Tiglia · Vaanplein · Valburg · Velperbroek · Velsen · Vlaardingen · Vught · Waterberg · Watergraafsmeer · Werpsterhoek · Westerlee · Ypenburg · Zaandam · Zaarderheiken · Zonzeel · Zoomland · Zuidbroek · Zurich

Geplande knooppunten:
De Liemers · Zestienhoven

Voormalige knooppunten:
Bocholtz · Ekkersrijt · Europaplein (Groningen) · Europaplein (Maastricht) · Lindenholt